# Senj
Senj (Hongaars en Duits: Zengg , Italiaans: Segna) is een stad in de Kroatische provincie Lika-Senj.
Senj telt 8132 inwoners. De oppervlakte bedraagt 658 km², de bevolkingsdichtheid is 12,4 inwoners per km².

## Geschiedenis
De plek is bewoond sinds de prehistorie. Een nederzetting Attienities in het huidige Senj werd genoemd in Griekse documenten uit de 4e eeuw v.Chr. De Illyrische stam Iapydes werd in verband gebracht met deze nederzetting. 
Senia was een bloeiende stad in de Romeinse provincie Dalmatië, die werd gebruikt door de Romeinen als een bolwerk tegen de Illyriërs in de 2e eeuw v. Chr. Na de val van het Romeinse Rijk vestigden de Avaren en de Kroaten zich uiteindelijk hier in de 7e eeuw na Christus. 
Het bisdom van Senj werd opgericht in 1169. Koning Bela III van Hongarije gaf de stad in 1184 aan de Tempeliers, en in 1271 werd het eigendom van de graven Frankopan van Krk. In 1248 stond paus Innocentius IV het de bisschop van Senj toe om het Glagolitische alfabet en de volkstaal in de liturgie te gebruiken. 
De militaire leiding van Senj werd opgericht in 1469 om de stad te verdedigen tegen binnenvallende Ottomaanse en Venetiaanse legers. De stad beschutte duizenden vluchtelingen uit nabijgelegen bezette gebieden. Het fort Nehaj werd in 1558 voltooid.
De oorlogen met de Ottomanen duurden tot ver in de 17e eeuw. Gedurende deze tijd leefden de zgn. Uskokken in Senj. Zij dienden een belangrijk doel tijdens de oorlogen, omdat ze kleine eenheden hadden die met snelle boten roeiden, wat zeer effectief bleek te zijn. Echter, na een conflict met Venetië vanwege vermeende piraterij, eindigend in 1617, werd het de Uskoks verdreven uit het gebied. 
De 18e eeuw bracht welvaart, vooral met de bouw van de Josephina-weg (vernoemd naar keizer Jozef II) tussen de Adriatische kust via Senj naar Karlovac. De spoorlijn die in 1873 gebouwd werd tussen Rijeka en Karlovac, ging niet voorbij Senj waardoor verdere ontwikkeling werd tegengehouden. 
Tot 1918 maakte de stad deel uit van de Oostenrijkse monarchie (Koninkrijk van Kroatië-Slavonië, Lika-Krbava County na het compromis van 1867), in de Kroatische Militaire Frontier.
In de herfst van 1943, tijdens de Tweede Wereldoorlog, toen het fascistische Italië capituleerde, namen Partizanen Senj in en gebruikten het als aanvoerhaven. Daarna heeft de Luftwaffe een bombardement op de stad uitgevoerd. Meer dan de helft van de gebouwen in de stad waren vernietigd en er vielen veel burgerslachtoffers.